# Walentina Iwanowna Krawzowa
Walentina Iwanowna Krawzowa (russisch Валентина Ивановна Кравцова; * 5. Dezember 1931 in Krasnodar, RSFSR) ist eine sowjetische bzw. russische Kartografin und Hochschullehrerin.

## Leben
Krawzowa studierte von 1949 bis 1954 an der Lomonossow-Universität Moskau (MGU) in der Geographie-Fakultät. Am Ende der dortigen anschließenden Aspirantur verteidigte sie 1957 ihre Kandidat-Dissertation über Erstellung, Inhalt und Methoden von Oblast- und Region-Karten mit den natürlichen Gegebenheiten für die Zwecke der Landwirtschaft am Beispiel der Region Altai mit Erfolg für die Promotion zur Kandidatin der geographischen Wissenschaften.
Darauf lehrte Krawzowa in der Geographie-Fakultät der MGU und war wissenschaftliche Mitarbeiterin des Laboratoriums für Luft- und Raumfahrt-Methoden des Lehrstuhls für Kartografie und Geoinformatik. Auf Beschluss der Höheren Attestierungskommission der UdSSR wurde sie 1965 wissenschaftliche Senior-Mitarbeiterin und Dozentin ihres Spezialgebiets. Sie verteidigte 1987 ihre Doktor-Dissertation über Raumfahrtkartierung bei geographischen Untersuchungen mit Erfolg für die Promotion zur Doktorin der geographischen Wissenschaften, worauf sie führende wissenschaftliche Mitarbeiterin wurde. 10 Jahre später wurde sie als Verdiente Wissenschaftliche Mitarbeiterin der MGU geehrt. Sie ist Vollmitglied der Dissertationsräte der Geologie-Fakultät der MGU und der Moskauer Staatlichen Universität für Geodäsie und Kartografie sowie Vollmitglied der Russischen Akademie der Naturwissenschaften.

## Ehrungen, Preise
- Lomonossow-Preis der MGU (1989)[1]
- Staatspreis der Russischen Föderation im Bereich Wissenschaft und Technik (2002) für die Erstellung des Atlas der Schee-Eis-Ressourcen der Erde zusammen mit Wladimir Kotljakow und den übrigen drei Mitautoren[3]